# 米德蘭城 (伊利諾伊州)
米德蘭城（英語：Midland City）是位於美國伊利諾伊州德威特縣的一個非建制地區。該地的面積和人口皆未知。

## 地理
米德蘭城的座標為40°08′43″N 89°08′01″W / 40.14528°N 89.13361°W，而該地的平均海拔高度為199米（即653英尺）。